# UWC Dilijan College
UWC Dilijan (также UWC Dilijan College, United World College Dilijan) — международная школа-пансион для подростков 16-18 лет, открывшаяся в 2014 г. в Армении, в Дилижане, один из 18 колледжей образовательного движения «Колледжи объединенного мира» (United World Colleges, UWC).
В 2016 г. школу окончили первые 94 выпускника. Сейчас в школе учатся более 200 студентов из 82 стран и преподают 42 учителя из 16 государств. Обучение проводится по двухгодичной Дипломной программе Международного бакалавриата (IB DP). Директором школы является Габриэль Эрнесто Абад Фернандез. До конца 2015—2016 учебного года этот пост занимал Джон Паддифут, а до 2019 — Дениз Дэвидсон.
Отбор в UWC Dilijan осуществляется Национальными комитетами UWC в более чем 155 странах, или колледжем напрямую. Это означает, что попасть учиться в Дилижан может кандидат из любой страны мира.

## История
Идея создания международной школы в Дилижане возникла у социальных предпринимателей Рубена Варданяна и Вероники Зонабенд и была поддержана более чем 330 филантропами из разных стран.
Кампус UWC Dilijan построен на благотворительные средства, а обучение более 90 % студентов осуществляется за счет полных или частичных стипендий.
Официальная церемония открытия UWC Dilijan состоялась 11 октября 2014 года, первые 96 студентов из 49 стран приступили к занятиям в августе того же года.
На кампусе UWC Dilijan проводятся летние образовательные программы для детей 6-16 лет JUST DILIJAN IT!.

## Учеба
Колледж имеет аккредитацию International Baccalaureate World School на преподавание по программе IB Diploma, которая рассчитана на студентов 16-18 лет и признается ведущими университетами мира.
Обучение ведется на английском языке, но есть возможность изучения французского, немецкого, русского и испанского. Основы армянского языка преподаются в рамках знакомства с местной культурой.

### Предметы
Преподавание ведется по 6 группам предметов: родной язык и литература; иностранные языки; личность и общество; экспериментальные науки; математика и искусство. Также имеются предметы по выбору. По программе IB учащиеся сами определяют 3 предмета для углубленного изучения (Higher Level, HL) и 3 для изучения на стандартном уровне (Standard Level, SL).

### Внеклассная деятельность
Внеклассная деятельность в UWC Dilijan включает 4 элемента: CAS, проектные и профильные недели, культурные выходные. Работают здесь клубы по интересам, часто организуются тематические мероприятия.
CAS (Creativity, Activity, Service — «Творчество, деятельность, служение») — обязательный компонент программы IB. Студентам предоставляется возможность проявлять инициативу и участвовать в разнообразной деятельности, направленной на творческое и физическое развитие и приносящей пользу обществу.
Часто студенты самостоятельно выступают с социально значимыми инициативами. Одно из таких начинаний — проект по утилизации электронных отходов Re-Apaga. В 2017 г. два студенческих социальных проекта вышли в финал международного конкурса Diamond Challenge и их авторы были приглашены на Саммит молодых предпринимателей Университета Делавэра.

## Кампус
Проект школы разработан британским архитектурным бюро Tim Flynn Architects. Территория кампуса занимает 88 га и частично расположена в пределах Дилижанского национального парка. Строительство осуществлял холдинг RD Group. При строительстве были учтены требования сейсмической безопасности и защиты от оползней — здания комплекса способны выдержать девятибалльное землетрясение.
В качестве основных отделочных материалов использовались армянский туф и местный камень, а в отделке главного здания применены эко-технологии: создано 1500 м2 «зеленых» стен и 4750 м2 «зеленых» крыш.

### Архитектурные премии
- 2015 — сертификат BREEAM
- 2015 — награда IGRA Green Roof Leadership Awards в категории «Архитектура, задающая тренд»
- 2015 — победитель европейского этапа International Property Awards в категории Public Services Development
- 2015 — победитель российского этапа конкурса FIABCI Prix d’Excellence в номинации «Общественный сектор»
- 2016 — серебряный призер конкурса FIABCI World Prix d’Excellence Awards 2016

### Библиотека
На хранение принято 14000 книг на 41 языке. Библиотека предоставляет бесплатный онлайн-доступ к 13 ведущим библиотечным базам данных.

### Футбольное поле
3 сентября 2017 г. в UWC Dilijan состоялось открытие футбольного поля колледжа, построенного по стандартам FIFA при участии Федерации футбола Армении (ФФА).

## Программы грантов
В 2017 г. 49 % студентов были обеспечены полными и почти полными грантами на обучение от школы, 43 % — частичными. По грантовой программе Международной гуманитарной инициативы «Аврора» (поддерживает прошедших отбор в UWC подростков с Ближнего Востока, пострадавших от войн и конфликтов и попавших в бедственное положение) в настоящее время в UWC Dilijan учатся 11 студентов, а еще 10 — в других колледжах UWC. В рамках этой программы выделяется индивидуальный именной грант Амаль Клуни для девушек из Ливана, интересующихся правами человека, и индивидуальный грант имени Ламии Хаджи Башар, предоставляющийся студенту-езиду. Программа грантов рассчитана до 2024 г..
Для выпускников UWC Dilijan, поступивших в один из 10 лучших университетов за пределами США, благотворительный фонд Scholae Mundi в 2016 г. учредил программу грантов, которые покрывают до 100 % стоимости обучения. Программа рассчитана на предоставление 50 годовых стипендий в течение 5 лет.